# 星野美恵子
星野 美恵子（ほしの みえこ、1938年9月2日 - ）は、群馬県出身の日本の女優。身長161 cm。体重58 kg。東映京都撮影所所属。

## 人物
特技は時代劇における茶道・生け花などの所作指導。

## 出演

### 映画
- 「大奥㊙︎物語」（1967年7月30日） - 熙子
- 「日本暗黒史 情無用」（1968年1月14日） - バーの女
- 「徳川女系図」（1968年5月1日） - おきく
- 「侠客列伝」（1968年8月1日） - 女中
- 「兄弟仁義 逆縁の盃」（1968年8月27日） - おちか
- 「緋牡丹博徒 一宿一飯」（1968年11月22日） - お春
- 「懲役三兄弟」（1969年5月3日） - 住人
- 「おんな刺客卍」（1969年5月24日） - おみね
- 「関東テキヤ一家 喧嘩仁義」（1970年3月5日） - トルコ嬢
- 「三匹の牝蜂」（1970年6月13日） - 女秘書
- 「シルクハットの大親分」（1970年6月25日） - しのぶ
- 「日本侠客伝 昇り龍」（1970年12月3日） - タネ
- 「日本悪人伝」（1971年8月26日） - 仲居
- 「現代やくざ 血桜三兄弟」（1971年11月19日） - 澄子
- 「純子引退記念映画 関東緋桜一家」（1972年3月4日）
- 「昭和おんな博徒」（1972年5月27日） - 秋子
- 「まむしの兄弟 傷害恐喝十八犯」（1972年8月25日） - 医者の妻
- 「木枯し紋次郎 関わりござんせん」（1972年9月14日） - お里
- 「山口組三代目」（1973年8月11日）
- 「恐怖女子高校 不良悶絶グループ」（1973年9月1日）
- 「唐獅子警察」（1974年6月1日） - スナック杏のママ
- 「女高生飼育」（1975年3月1日） - 手島の妻
- 「実録飛車角 狼どもの仁義」（1974年10月5日） - 女郎
- 「五月みどりのかまきり夫人の告白」（1975年11月1日） - 川村ケイコ
- 「実録外伝 大阪電撃作戦」（1976年1月31日） - 旅館の仲居
- 「暴走パニック 大激突」（1976年2月28日） - 安ホテルの女将
- 「狂った野獣」（1976年5月15日） - 松原の妻
- 「徳川女刑罰絵巻 牛裂きの刑」（1976年9月4日）
- 「広島仁義 人質奪回作戦」（1976年12月4日） - 看護婦
- 「大奥浮世風呂」（1977年2月11日） - 中年寄
- 「ピラニア軍団 ダボシャツの天」（1977年2月26日） - 母親
- 「ドーベルマン刑事」（1977年7月2日） - 主婦
- 「仁義と抗争」（1977年8月27日） - 芸者
- 「好色源平絵巻」（1977年10月22日） - 麻鳥
- 日本の首領シリーズ
  - 「日本の首領 野望篇」（1977年10月29日） - 一宮病院受付
  - 「日本の首領 完結篇」（1978年9月9日） - 看護婦
- 「赤穂城断絶」（1978年10月28日） - 大野佐和
- 「水戸黄門」（1978年12月23日）
- 「総長の首」（1979年4月7日） - 緒方好江
- 「その後の仁義なき戦い」（1979年5月26日）
- 「真田幸村の謀略」（1979年9月1日） - 正栄尼
- 「伊賀忍法帖」（1982年12月18日）
- 「陽暉楼」（1983年9月10日） - お国
- 「序の舞」（1984年1月14日） - 近所のおかみさん
- 「修羅の群れ」（1984年11月17日）
- 「大奥十八景」（1986年6月14日） - 滝岡

### テレビドラマ

#### NHK
- 「ぼんくら」第6話（2014年11月20日）
- 「小吉の女房」第7話（2019年2月22日、NHK BSプレミアム）

#### 日本テレビ
- 「桃太郎侍」
  - 第33話「のれん分け油地獄」（1977年5月22日）
  - 第40話「男ごころの茶碗酒」（1977年7月10日）
  - 第49話「男いちずの灯が消えた」（1977年9月11日）
  - 第81話「瞼に咲いた白い花」（1978年4月30日）
  - 第98話「飛び立った雉の与之助」（1978年8月27日）
  - 第108話「流転の女に情の傘」（1978年11月5日）
  - 第172話「つばめに惚れた鉄砲玉」（1980年2月3日）
  - 第184話「いかさま武士道」（1980年4月27日）
  - 第193話「お化け長屋の牛騒動」（1980年6月29日）
  - 第202話「大江戸翔んでる女たち」（1980年8月31日）
  - 第256話「人生、グチあり笑いあり」（1981年9月13日）
- 「松平右近事件帳」第1話（1982年3月28日）
- 長七郎江戸日記シリーズ
  - 長七郎江戸日記 第1シリーズ」
    - 第2話「風流献上鷹始末」（1983年10月25日）
    - 第8話「風流五三の桐変化」（1983年12月6日）
    - 第15話「通りゃんせ小太郎」（1984年1月31日）
    - 第27話「仇花、風に舞う」（1984年6月5日）
    - 第41話「故郷が呼んでる」（1984年11月27日）
    - 第48話「疑惑の男」（1985年1月29日） - 文字春
    - スペシャル「母は敵か?!正雪の陰謀」（1985年10月1日）
    - 第89話「母と子の子守唄」（1986年2月25日） - 女囚
    - 第101話「頑張れ!おとう」（1986年6月17日）
    - 第109話「黒髪情話」（1986年10月14日） - 尼僧
    - 第111話「おれん、絶叫!」（1986年10月28日）
    - 第115話「殺しの配達人」（1986年11月25日）

  - 「長七郎江戸日記 第2シリーズ」
    - スペシャル「一心太助とご落胤・男一匹ここにあり」（1988年9月27日）
    - スペシャル「長七郎、大奥まかり通る」（1989年4月4日）
- 年末時代劇スペシャル
  - 「忠臣蔵」後編（1985年12月31日） - 小野寺丹
  - 「樅ノ木は残った」（1990年1月2日）
- 「野風の笛 鬼の剣 松平忠輝天下を斬る!」（1987年7月1日）
- 「八百八町夢日記 第1シリーズ」
  - 第4話「空蝉が飛んだ」（1989年11月7日）
  - 第12話「最後の賭け」（1990年1月16日）
- 「半七捕物帳」第13話（1993年1月19日）
- 「闇を斬る!大江戸犯科帳」第5話（1993年4月6日）
- 「ひらり又四郎危機一髪!」（1995年9月5日）
- 「さむらい探偵事件簿」第1話（1996年10月29日）

#### TBS
- 水戸黄門シリーズ
  - 「水戸黄門 第1部」第7話（1969年9月15日） - 女中
  - 「水戸黄門 第2部」第20話（1971年2月8日） - 紅屋の女中
  - 「水戸黄門 第3部」
    - 第3話「雲助珍道中」（1971年12月13日） - 平十の女房
    - 第10話「泣く子にゃ勝てぬ黄門さま」（1972年1月31日） - 渡辺
    - 第24話「女海賊とにせ黄門」（1972年5月8日） - 老女

  - 「水戸黄門 第5部」
    - 第4話「黄門さまのおまじない」（1974年4月22日）
    - 第16話「陰謀の罠」（1974年7月15日）
    - 第22話「八兵衛女難」（1974年9月2日） - 芸妓

  - 「水戸黄門 第6部」
    - 第26話「暴れん坊の恋」（1975年9月22日） - ふじ屋の女中
    - 第31話「人情潮来節」（1975年10月27日） - 芸者

  - 「水戸黄門 第7部」第15話「大見得きった偽黄門 -酒田-」（1976年8月30日） - 芸者
  - 「水戸黄門 第8部」
    - 第3話「東海道お化け旅籠」（1977年8月1日） - お伊勢参りの旅人
    - 第15話「殺しを誘う薪能」（1977年10月24日） - 老女

  - 「水戸黄門 第11部」第22話「黄門様の子守唄 -伊勢原-」（1981年1月12日） - 木賃宿の泊り客
  - 「水戸黄門 第12部」第24話「白いお髯の大親分 -追分-」（1982年2月8日） - 飯盛女
  - 「水戸黄門 第14部」第3話「姫様そっくり千両役者 -福島-」（1983年11月14日） - 腰元
  - 「水戸黄門 第15部」
    - 第1話「謎の美剣士 隠密旅 -高松-」（1985年1月28日） - 旅籠の女中
    - 第18話「無念晴らした槍の仇討ち -福山-」（1985年5月27日） - 旅籠の女中

  - 「水戸黄門 第16部」第13話「想い叶えた愛の組紐 -膳所-」（1986年7月21日） - 女職人
  - 「水戸黄門 第17部」
    - 第7話「お嬢様は女盗賊 -津-」（1987年10月12日） - 旅籠の女将
    - 第19話「悪を懲らした石見神楽」（1988年1月4日） - 村娘
    - 第24話「殿と呼ばれた格之進」（1988年2月8日） - 妙

  - 「水戸黄門 第19部」第13話（1989年12月18日） - お加代
  - 「水戸黄門 第20部」第7話（1990年12月17日）
  - 「水戸黄門 第21部」
    - 第12話「無念晴らした夢芝居」（1992年6月22日） - 女将
    - 第30話「帰らぬ夫は凶状持ち」（1992年10月26日） - 茶店の女中

  - 「水戸黄門 第22部」
    - 第8話「仇討ち悲願の旅芝居」（1993年7月5日）
    - 第22話「出雲の蕎麦は恋の味」（1993年10月11日） - 料亭の女将

  - 「水戸黄門 第23部」
    - 第1話「水戸黄門」（1994年8月1日）
    - 第17話「娘 涙の仇討悲願」（1994年11月28日）
    - 第32話「酒にのまれて人殺し」（1995年3月20日）

  - 「水戸黄門外伝 かげろう忍法帖」
    - 第5話「桔梗の花は死の匂い」（1995年6月19日）
    - 第6話「百花繚乱夢芝居」（1995年6月26日）

  - 「水戸黄門 第24部」
    - 第9話「母を慕う馬子唄哀し」（1995年11月13日）
    - 第30話「欲望渦巻くお留山」（1996年4月22日）
    - 第34話「御用金送りは悪の罠」（1996年5月20日）

  - 「水戸黄門 第25部」
    - 第34話「黄門さまは嫁奉行」（1997年8月18日） - 茶店の婆さん
    - 第40話「天から降って来た娘」（1997年10月6日） - 長屋の女房

  - 「水戸黄門 第26部」第9話（1998年4月13日） - 商人の女中
  - 「水戸黄門 第27部」
    - 第3話「夫婦で織った紙の布」（1999年4月5日） - 松村屋女将
    - 第19話「二人の御隠居」（1999年7月26日） - 讃岐屋の女将
    - 第25話「娘飛脚はお姫様」（1999年9月6日） - 茶店の婆さん

  - 「水戸黄門 第28部」
    - 第10話「見てはいけない狐の嫁入り」（2000年5月15日）
    - 第17話「暴れん坊は紀州の若様」（2000年7月10日）

  - 「水戸黄門 第29部」
    - 第7話「笛の音哀しき上意討ち」（2001年5月14日）
    - 最終話「陰謀と裏切りの果てに」（2001年9月17日）

  - 「水戸黄門 第37部」第14話（2007年7月9日） - おしげ
  - 「水戸黄門 第38部」第1話（2008年1月7日） - 老看護師
  - 「水戸黄門 第40部」第14話（2009年11月9日） - おとよ
- 大岡越前シリーズ
  - 「大岡越前 第1部」第6話（1970年4月20日） - 田原屋の女中
  - 「大岡越前 第3部」第10話（1972年8月14日） - 神山さよ
  - 「大岡越前 第6部」
    - 第8話「過去に泣いた母二人」（1982年4月26日） - おかみ
    - 第28話「女掏摸が越前の娘」（1982年9月13日） - 女将

  - 「大岡越前 第7部」最終話（1983年10月24日）
  - 「大岡越前 第9部」
    - 第2話「天下を狙った魔性の女」（1985年11月4日） - 料亭の女中
    - 第7話「証人は謎の女」（1985年12月9日） - お艶
    - 第21話「盗賊を強請った男」（1986年3月17日）

  - 「大岡越前 第10部」第10話（1988年5月2日）
  - 「大岡越前 第13部」
    - 第7話「祖父の秘密は大泥棒」（1992年12月28日） - お条
    - 第23話「凶賊は義母の仲間」（1993年4月19日） - 婆や

  - 「大岡越前 第14部」
    - 第7話「復讐果たす怒りの十手」（1996年7月29日）
    - 第8話「将軍狙った男の涙」（1996年8月5日）

  - 「大岡越前 第15部」
    - 第2話「殺しを見ていたお茶道具」（1998年8月31日） - おつね
    - 第5話「奥医師の娘」（1998年9月21日） - おまん
    - 最終話「帰って来た友情」（1999年3月15日）
- 江戸を斬るシリーズ
  - 「江戸を斬る 梓右近隠密帳」第18話（1974年1月28日） - 春日局付きの女中
  - 「江戸を斬るII」
    - 第10話「恐怖の罠」（1976年1月12日） - 女将
    - 第24話「まごころ」（1976年4月19日）

  - 「江戸を斬るIII」
    - 第1話「江戸を斬る」（1977年1月17日） - 占いの客
    - 第25話「掠奪された御用金」（1977年7月4日）

  - 「江戸を斬るV」第16話（1980年6月2日）
  - 「江戸を斬るVI」
    - 第14話「親子を結ぶ情捕縄」（1981年5月18日） - 内儀
    - 第16話「白洲に哭いた父ふたり」（1981年6月1日）

  - 「江戸を斬るVII」
    - 第6話「桃の節句の鬼退治」（1987年3月2日）
    - 第24話「倅は天下の町奉行」（1987年7月6日）

  - 「江戸を斬るVIII」
    - 第2話「遠山桜が悪を斬る」（1994年2月7日）
    - 第17話「仮面の下で笑う奴」（1994年5月23日）
    - 第22話「噂の名医は牢の中」（1994年6月27日）
- TBS大型時代劇スペシャル
  - 「太閤記」（1987年1月1日）
  - 「徳川家康」（1988年1月1日）
  - 「平清盛」（1992年1月1日）
- 「遊の人‐天下の御意見番 大久保彦左衛門‐」（1991年1月2日）
- 「翔んでる!平賀源内」第16話（1989年8月21日）
- 「ねずみ小僧次郎吉 〜勢揃い菊五郎劇団世直し義賊大奥秘話〜」（1992年12月25日）
- 「女優X 伊沢蘭奢の生涯」（1996年12月27日）
- 月曜ドラマスペシャル → 月曜ゴールデン
  - 「一色京太郎事件ノート」第4作（1997年2月3日） - 女将
  - 「十津川警部シリーズ」第51作（2014年1月13日） - 目撃者
- 南町奉行事件帖 怒れ!求馬シリーズ
  - 「南町奉行事件帖 怒れ!求馬I」第1話（1997年11月3日）
  - 「南町奉行事件帖 怒れ!求馬II」第3話（1999年11月8日）
- 「Sweet Season」第1話（1998年1月15日）
- 「大奥〜誕生［有功・家光篇］」第7話（2012年11月23日）

#### フジテレビ
- 「銭形平次」
  - 第58話「あじさいの花」（1967年6月7日） - お房
  - 第107話「逃亡の果て」（1968年5月15日）
  - 第160話「麝香が匂う」（1969年5月21日） - 女將
  - 第206話「心中屍体始末」（1970年4月15日）
  - 第237話「瓢かんざし」（1970年11月18日） - 甲州屋の女中
  - 第329話「大井川の拾い子」（1972年8月23日）
  - 第333話「猫撫で地蔵」（1972年9月20日）
  - 第379話「雪の日の記憶」（1973年8月8日） - 芸者
  - 第409話「江戸と田舎の若旦那」（1974年3月6日） - おきよ
  - 第446話「燃えろ! 八五郎」（1974年11月20日） - 夜鷹
  - 第479話「ある愛の終り」（1975年7月16日） - 髪結床女主人
  - 第493話「甘い凶器を追え」（1975年10月22日） - 屋台の客
  - 第519話「騙しちゃいけねえ」（1976年4月28日） - 美代春
  - 第585話「船宿の女たち」（1977年8月17日） - 芸者
  - 第634話「若者とお京ちゃん」（1978年8月9日）
  - 第640話「通り魔」（1978年9月20日）
  - 第656話「噂の娘」（1979年1月24日） - 女師匠
  - 第680話「女房の告白」（1979年7月25日）
  - 第720話「消えぬ傷あと」（1980年5月28日）
  - 第750話「再会」（1981年1月14日）
  - 第786話「白菊ざんげ」（1981年10月28日）
  - 第817話「生涯一同心」（1982年7月14日）
  - 第840話「なさぬ仲」（1983年2月16日）
  - 第872話「赤鞘の謎」（1983年11月30日）
- 「大坂城の女」最終話（1970年9月26日）
- 「徳川おんな絵巻」第31話（1971年5月1日）
- 「江戸巷談 花の日本橋」第13話（1971年12月28日）
- 「お祭り銀次捕物帳」第10話（1972年7月8日）
- 「隼人が来る」第2話（1972年10月12日）
- 「新選組」第7話（1973年5月17日）
- 「柳生一族の陰謀」第13話（1978年12月26日）
- 影の軍団シリーズ
  - 「影の軍団II」第16話（1982年1月19日） - おみね
  - 「影の軍団III」
    - 第1話「二つの顔の男」（1982年4月6日）
    - 第9話「仮面と毒薬」（1982年6月1日）
    - 第20話「尼僧は俳句で殺せ!」（1982年8月17日）
- 時代劇スペシャル
  - 「髑髏検校」（1982年8月20日）
  - 「大奥犯科帳」（1983年5月13日）
  - 「お毒味役主丞 乾いて候」（1983年6月17日）
  - 「松本清張のかげろう絵図」（1983年7月22日）
  - 「隠密くずれ」第4作（1983年8月26日）
  - 「さそり伝奇 風雲将棋谷」（1983年11月24日）
- 関西テレビ制作・月曜夜10時枠の連続ドラマ
  - 山村美紗サスペンス「虹への疾走」（1986年11月24日）
  - 六つの離婚サスペンス「埋没社員」（1992年3月2日）
  - 旅情サスペンス「新緑の京都奈良・涼しい眼」（1992年5月25日）
- 「銭形平次 第4シリーズ」第8話（1994年6月15日）
- 金曜エンタテイメント → 金曜プレステージ
  - 「京都百人一首殺人事件」（1995年1月13日）
  - 「京都祇園八坂をどり殺人事件」（1997年10月24日）
  - 「茶の湯家元殺人事件」（1999年4月2日）
  - 「流れ橋殺人事件」（2003年3月28日）
  - 「新・京都祇園芸妓シリーズ」第1作（2003年11月28日）
  - 「所轄刑事」第5作（2010年1月22日） - 保母
- 「隠密奉行朝比奈 第1シリーズ」第7話（1998年7月29日）
- 「髪結い伊三次」第2話（1999年4月21日） - おえん
- 「怪談百物語」第5話（2002年10月22日）
- 大奥シリーズ
  - 「大奥」第1話（2003年6月3日）
  - 「大奥 明治篇」（2003年9月2日）
  - 「大奥 〜第一章〜」第10話・最終話（2004年12月9日・12月16日）
  - 「大奥 第一部 〜最凶の女〜」（2016年1月22日）
  - 「大奥 最終章」（2019年3月25日）
- 「海峡を渡るバイオリン」（2004年11月27日）

#### テレビ朝日
- 「俺は用心棒」第22話（1967年8月28日）
- 遠山の金さんシリーズ
  - 「遠山の金さん捕物帳」
    - 第127話「尼になった男」（1972年12月10日）
    - 第154話「熊さんを泣かせた女」（1973年6月17日）

  - 「ご存知遠山の金さん」第44話（1974年8月4日）
  - 「ご存じ金さん捕物帳」第21話（1975年2月16日）
  - 「遠山の金さん」
    - 「遠山の金さん 第1シリーズ」
      - 第3話「女狐を追いつめろ!!」（1975年10月16日）
      - 第10話「仏の正体をあばけ!!」（1975年12月4日）
      - 第33話「五色の手鞠を離すな!!」（1976年5月20日）
      - 第40話「嵐の中に立つ姉妹」（1976年7月8日）
      - 第59話「友情」（1976年11月18日）

    - 「遠山の金さん 第2シリーズ」
      - 第2話「黄金鳥の謎をとけ」（1979年2月22日）
      - 第25話「殺しに愛を賭けた女」（1979年8月30日） - お時

  - 「遠山の金さん」
    - 「遠山の金さん」
      - 第8話「黒髪秘話! 蛇の目傘の女」（1982年5月27日）
      - 第17話「花の侠客! 国定忠治江戸日記」（1982年7月29日）
      - 第36話「悪酒が招いた生花師匠殺人事件!」（1982年12月16日）
      - 第44話「悪女にされた深川芸者!」（1983年2月17日）
      - 第55話「華麗なる追跡! 三味線お蝶」（1983年5月26日）
      - 第61話「黒猫呪術・さそり座の女!」（1983年7月14日）
      - 第74話「越後三味線・さすらいの女!」（1983年11月10日）
      - 第75話「小悪魔のような仮面の女!」（1983年11月17日）
      - 第96話「妖剣秘話・裏切られた女!」（1984年5月17日）
      - 第103話「夜叉面の罠! 愛に棄てられた女」（1984年7月5日）
      - 第105話「うたかたの夢・悪夢を見た華園の女!」（1984年7月19日）
      - 第127話「深川情話・愛をきざむ氷の女!」（1985年1月17日）
      - 第133話「危険な密会・くれない族の乱舞!」（1985年2月28日）
      - 第146話「愛しの悪女・唇に紅は無用!」（1985年6月13日）
      - 第151話「人呼んで"桜吹雪の女"4・激斗編」（1985年7月25日）

    - 「遠山の金さんII」
      - 第4話「匕首殺人・芸者小照の天国に結ぶ恋!」（1985年11月5日）
      - 第22話「夜の美女軍団II 決闘編」（1986年4月8日）
      - 第38話「新妻の瞳は愛と死を見つめて!」（1986年8月19日）

  - 「名奉行 遠山の金さん」
    - 「名奉行 遠山の金さん 第1シリーズ」
      - 第11話「罠にかかった奉行」（1988年7月14日）
      - 第18話「二つの顔の仕事人」（1988年9月22日）
      - 第19話「殺しを招く幻の女」（1988年10月13日）

    - 「名奉行 遠山の金さん 第3シリーズ」第10話（1990年11月8日）
    - 「名奉行 遠山の金さん 第4シリーズ」
      - 第18話「奉行暗殺! 長崎の女」（1992年4月23日） - 女客
      - 第21話「地獄から帰ってきた女」（1992年5月21日） - お時の母親

    - 「名奉行 遠山の金さん 第5シリーズ」第7話（1993年5月13日） - 吉原のおかみ
- 「長谷川伸シリーズ」第19話（1973年2月7日）
- 「いただき勘兵衛 旅を行く」第8話（1973年11月29日）
- 「次郎長三国志」第12話（1974年6月25日）
- 「五街道まっしぐら!」第7話（1976年11月27日）
- 暴れん坊将軍シリーズ
  - 「吉宗評判記 暴れん坊将軍」
    - 第3話「命を的の一番纏」（1978年1月21日） - おりん
    - 第18話「江戸一番の乱れ打ち」（1978年5月13日） - 女中
    - 第38話「黒潮の渦を斬る女」（1978年11月4日） - 花魁
    - 第50話「味一番! 細腕べんとう」（1979年2月3日） - 女将
    - 第58話「江戸一番! 桜おどり」（1979年3月31日） - 奥女中
    - 第78話「天下を狩る男」（1979年9月8日） - 女中
    - 第88話「燃やせ! 限りある命を!」（1979年11月24日） - 女中
    - 第99話「男、炎の土俵入り!」（1980年2月9日） - 大出の妻
    - 第108話「将軍に命令する男」（1980年4月19日） - 女将
    - 第121話「花咲ける女武士道」（1980年7月19日） - 師匠
    - 第124話「溺れて手柄をたてた奴」（1980年8月9日） - 夜鷹
    - 第135話「湯けむり地獄の決斗」（1980年11月1日） - お里
    - 第148話「日本一の小泥棒」（1981年2月14日） - 仲居
    - 第159話「お仲成仏 灯籠ながし」（1981年5月9日） - 長屋の女房
    - 第179話「狸侍一番手柄!」（1981年10月3日） - おさわ
    - 第189話「鬼を哭かせた母ごころ」（1981年12月12日） - おまつ

  - 「暴れん坊将軍II」
    - 第19話「妻は長良のひと柱」（1983年7月16日） - 八重
    - 第31話「次郎吉 涙の恋泥棒!」（1983年10月15日） - おかみさん
    - 第50話「女だてらの荒療治!」（1984年3月3日） - 母親
    - 第67話「男ひでりの花板修業!」（1984年5月12日） - 女将
    - 第69話「さらば百人力の片想い!」（1984年7月28日） - 仲居
    - 第81話「夢は盗っ人大明神!」（1984年10月27日） - 千代
    - 第96話「衝撃! 上様がさらわれた!」（1985年2月23日） - お艶
    - 第104話「母も哀しき女郎蜘蛛!」（1985年4月27日） - 船宿の女将
    - 第115話「大奥を盗みに来た女!」（1985年7月20日） - 中﨟
    - 第130話「弁天様の甘い誘惑!」（1985年11月30日） - 芸者
    - 第140話「捨て子の父は辰五郎!?」（1986年2月15日） - 女
    - 第169話「恋の九十九里、地獄花!」（1986年10月4日） - 女房
    - 第180話「爆破! 人質は八百八町」（1987年1月10日） - 女
    - 第187話「食通くらべ日本一!」（1987年2月28日） - 長屋の内儀

  - 「暴れん坊将軍III」
    - 第7話「運命のめぐりあい」（1988年2月20日） - おもん
    - 第22話「二人の新之助」（1988年6月4日） - 藤尾
    - 第25話「悲恋花は二度散る」（1988年6月25日） - 女
    - 第34話「男無用のつっぱり十手!」（1988年9月3日） - おつる
    - 第66話「孫兵ヱは浪花のお大尽さま!?」（1989年5月27日） - 仲居
    - 第79話「命を賭けた女子駅伝」（1989年9月2日） - おかみさん
    - 第99話「女ふたり 許されぬ夢!」（1990年2月17日） - おしげ
    - 第101話「新之助が愛した女」（1990年3月3日） - 庵主

  - 「暴れん坊将軍IV」
    - 第9話「人情! め組の成金騒動」（1991年6月1日） - 長屋のおかみ
    - 第23話「死を呼んだ玉の輿!」（1991年9月7日） - 長屋のおかみ
    - 第24話「汚名を晴らした恋女房」（1991年9月14日） - お梅
    - 第26話「江戸城反乱! 連判状に仕掛けられた罠!!」（1991年10月5日）
    - 第60話「大奥の殺人者!」（1992年6月6日） - お時
    - 第67話「三年目の新妻化粧」（1992年7月25日） - 侍女

  - 「暴れん坊将軍V」
    - 第4話「尼さんやくざが突っ走る!」（1993年4月24日） - お品
    - 第21話「毒牙を隠した花嫁」（1993年8月21日） - 女将
    - 第40話「お泣き地蔵の恋」（1994年2月26日） - おかみ

  - 「暴れん坊将軍VI」
    - 第4話「吉宗、まさかの新妻道中」（1994年10月29日） - 老女
    - 第32話「男と女の夢舞台」（1995年6月10日） - 婆や
    - 第40話「吉宗、騙りを働く!?」（1995年8月5日） - 女中
    - 第41話「陽気な刺客」（1995年8月12日） - 長屋の女
    - 第42話「黄金地蔵が呉れたお母ちゃん」（1995年8月19日） - お光

  - 「暴れん坊将軍VII」
    - 第11話「魔剣! 鮮血の花嫁」（1996年11月9日） - 女将
    - 最終話「いなせ新さん、世直し道中」（1997年1月25日） - おさわ

  - 「暴れん坊将軍VIII」第19話（1998年2月14日）
  - 「暴れん坊将軍X」最終話（2000年9月14日）
- 土曜ワイド劇場
  - 「殺意の重奏」（1978年5月27日）
  - 「京都不倫旅行殺人事件」（1986年11月1日）
  - 「狩矢父娘シリーズ」第6作（2005年4月2日） - 山野華子
  - 「広域警察」第7作（2016年2月20日） - 叔母
- 「風鈴捕物帳」第10話（1979年1月11日）
- 「長七郎天下ご免!」
  - 第2話「誘拐! おさよ危機一髪」（1979年11月1日）
  - 第10話「浮かれて泣いた大漁節」（1980年1月10日）
  - 第19話「唄を忘れた箱入娘」（1980年3月13日） - おふじ
  - 第27話「骨までしゃぶったお殿様」（1980年5月8日） - 腰元
  - 第39話「母恋い夢枕」（1980年7月31日） - おもん
  - 第46話「情けが仇の父娘草」（1980年10月9日） - 佐助の妻
  - 第56話「ちゃんが覗いた火焰地獄」（1980年12月25日） - 母親
  - 第73話「母の祈りの祭り太鼓」（1981年5月21日） - 女中
  - 第87話「秋の螢 暴れ遊女お仙」（1981年9月3日） - 奥女中
- 柳生あばれ旅シリーズ
  - 「柳生あばれ旅」第15話（1981年1月20日）
  - 「柳生十兵衛あばれ旅」第1話（1982年10月19日）
- 「源九郎旅日記 葵の暴れん坊」
  - 第6話「駿府茶どころ父子みち」（1982年6月12日） - 女房
  - 第19話「海峡に咆えた父娘鈴」（1982年9月18日） - 女将
- 必殺シリーズ
  - 「必殺仕事人III」第33話（1983年5月27日） - 志乃
  - 「必殺仕事人V・激闘編」第7話（1986年1月10日）
- 傑作時代劇
  - 「さざん花の女 佳人は三度変身する」（1987年5月28日）
  - 「かあちゃん 男女六人、一軒長屋の肝っ玉母賛歌」（1987年7月9日）
  - 「国境を越えた男」（1987年7月16日）
  - 「江戸の青春　熱血侍に究極の妻出現」（1987年9月3日）
- 「新選組」後編（1987年10月8日）
- 三匹が斬る!シリーズ
  - 「三匹が斬る!」
    - 第6話「鬼と呼ぶ、男に惚れて薄化粧」（1987年11月26日）
    - 第17話「人妻の、涙甘いかしょっぱいか」（1988年2月25日）

  - 「続続・三匹が斬る!」第14話（1990年5月10日）
- 「ご存知!旗本退屈男」
  - 第1作「長崎・死の密書!京都二条城、謎の能舞台」（1988年8月11日）
  - 第7作「危うし!加賀百万石 謎の豪商の底知れぬ野望!美女二人・秘められた過去!!」（1992年3月26日）
  - 第9作「天下御免の巨悪斬り! 大江戸に史上最大の危機迫る 花に嵐か? 競艶三人の美女!」（1994年1月3日）
- 火曜スーパーワイド
  - 「美人OL探偵と窓際刑事」第2作（1989年4月18日）
  - 「舞妓さんは名探偵!」第2作（1989年8月1日）
- 「眠狂四郎」第1作（1989年6月22日）
- 将軍家光忍び旅シリーズ
  - 「将軍家光忍び旅」第19話（1991年3月9日） - 仲居
  - 「将軍家光忍び旅II」
    - 第5話「父と娘が守る無法の街!」（1992年10月31日） - おきぬ
    - 第16話「軽井沢、旗本五千石を敵と狙う女」（1993年2月6日） - 農婦
- 「戦国乱世の暴れん坊 齋藤道三 怒涛の天下取り」（1991年1月3日）
- 「源氏九郎颯爽記 秘剣揚羽の蝶」（1991年10月13日）
- 「戦国最後の勝利者! 徳川家康」（1992年1月3日）
- 「桃太郎侍」第2作（1993年4月1日）
- 「快刀!夢一座七変化」第14話（1997年3月6日）
- 「赤ひげ」（1997年10月11日）
- 「京都始末屋事件ファイル」第6話（1999年8月12日）
- 「京都迷宮案内シリーズ
  - 「京都迷宮案内 第3シリーズ」第11話（2001年4月26日）
  - 「京都迷宮案内 第4シリーズ」第10話（2002年3月14日）
  - 「京都迷宮案内 第5シリーズ」最終話（2003年3月20日）
  - 「京都迷宮案内 第6シリーズ」第5話（2003年11月27日）
  - 「京都迷宮案内 第10シリーズ」第6話（2008年2月21日） - 柏木登志子
- 子連れ狼シリーズ
  - 「子連れ狼 第一部」第3話（2002年10月28日）
  - 「子連れ狼 第三部」第9話（2004年9月6日）
- 八丁堀の七人シリーズ
  - 「八丁堀の七人 第4シリーズ」最終話（2003年3月10日）
  - 「八丁堀の七人 第6シリーズ」第1話・第2話（2005年1月10日・1月17日）
- 科捜研の女シリーズ
  - 「科捜研の女 Season6」第7話（2005年8月25日）
  - 「科捜研の女 Season9」第9話（2009年9月3日）
  - 「科捜研の女 Season13」第1話（2013年10月17日）
  - 「科捜研の女 Season17」第9話（2018年1月18日） - 着付け師
  - 「科捜研の女 Season18」最終話（2018年12月13日） - 店主
  - 「科捜研の女 Season19」第15話（2019年8月29日） - 森本蕗子
- 「世直し順庵!人情剣」第7話（2005年11月28日） - お重
- 「京都地検の女 第3シリーズ」最終話（2006年6月22日） - 志乃の母
- 「落日燃ゆ」（2009年3月15日）
- 「京都人情捜査ファイル」第3話（2015年5月14日）
- 「福田和子 整形逃亡15年」（2016年3月17日）
- 遺留捜査シリーズ
  - 「遺留捜査」スペシャル6（2019年2月24日） - 老人
  - 「遺留捜査 第6シーズン」第7話（2021年2月25日） - 重越

#### テレビ東京
- 「悪党狩り」第7話（1980年11月19日）
- 12時間超ワイドドラマ → 新春ワイド時代劇
  - 「風雲江戸城 怒涛の将軍徳川家光」（1987年1月2日）
  - 「忠臣蔵〜決断の時」（2003年1月2日） - 桂昌院 役
- 女と愛とミステリー「山村美紗サスペンス 京都グルメ旅行殺人事件」（2002年2月20日）
- 「芸者小春姐さん奮闘記」第4作（2007年5月12日、BSジャパン） - 女将
- 「お江戸吉原事件帖」第1話（2007年10月26日）

### その他
- 「京都人の密かな愉しみ」第1回（2015年1月3日、NHK BSプレミアム）

## 指導
- プレミアムステージ「太閤記 サルと呼ばれた男」（2003年12月27日、フジテレビ） - 所作指導
- 大奥シリーズ（フジテレビ） - 所作指導
  - 「大奥スペシャル 〜幕末の女たち〜」（2004年3月26日）
  - 「大奥 〜第一章〜」第1話 - 最終話（2004年10月7日 - 12月9日）
  - 「大奥スペシャル 桜散る」（2005年4月8日）
  - 「大奥スペシャル 〜もうひとつの物語〜」（2006年12月29日）
  - 「大奥 第二部 〜悲劇の姉妹〜」（2016年1月29日）
- 土曜ワイド劇場「狩矢父娘シリーズ」第8作（2007年4月7日、テレビ朝日） - 茶道指導
- 新春ワイド時代劇「寧々〜おんな太閤記」（2009年1月2日、テレビ東京） - 所作指導
- 「だましゑ歌麿」（テレビ朝日） - 所作指導
  - 第1作「だましゑ歌麿」（2009年9月12日）
  - 第2作「だましゑ歌麿II」（2012年9月15日）
  - 第3作「だましゑ歌麿III」（2013年7月27日）
  - 第4作「だましゑ歌麿IV」（2014年9月6日）
- 「生誕100年記念 松本清張ドラマスペシャル・書道教授」（2010年3月23日、日本テレビ） - 所作指導
- 月曜ゴールデン（TBS）
  - 「狩矢警部シリーズ」第8作（2010年5月17日） - 所作指導
  - 「水戸黄門 スペシャル」（2015年6月29日） - 所作指導
- 「みをつくし料理帖」（テレビ朝日） - 所作指導
  - 第1作「天涯孤独の女料理人現る!! 今は亡き人々への想いを胸に…江戸の粋と心をつなぐ奇跡の料理!! 190万部の大ベストセラー映像化」（2012年9月22日）
  - 第2作（2014年6月8日）
- 「宮本武蔵」（2014年3月15日・3月16日、テレビ朝日） - 所作指導
- 「無用庵隠居修行」（BS朝日） - 所作指導
  - 第1作「無用庵隠居修行」（2017年9月17日）
  - 第2作「無用庵隠居修行2」（2018年9月8日）
  - 第3作「無用庵隠居修行3」（2019年9月13日）
  - 第4作「無用庵隠居修行4」（2020年9月22日）